# Juli Servià
Gai o Luci Juli Servili Urs Servià (en llatí Caius o Lucius Julius Servilius Ursus Servianus) conegut com a Juli Servià, era cunyat de l'emperador Hadrià, ja que estava casat amb Domícia Paulina, la germana d'Hadrià, enllaç celebrat a finals del segle i abans de pujar Trajà a l'Imperi.
Estava gelós de la influència d'Hadrià sobre Trajà però més tard els dos homes es van reconciliar. Sota Trajà va ser nomenat dues vegades cònsol, l'any 107 i després, el 111. Va ser durant el regnat de Trajà que va casar la seva filla amb Tiberi Claudi Salinator Fusc. Hadrià el va fer cònsol altre cop el 134 i fins i tot li va deixar entendre que estava entre els candidats a la seva successió. Quan finalment Hadrià va decidir que Luci Aureli Ver Cèsar seria el seu successor l'any 136, el va fer matar junt amb el seu net Fusc, per evitar cap pretensió al tron. Llavors Servià tenia 90 anys.